# Unga Bosnien

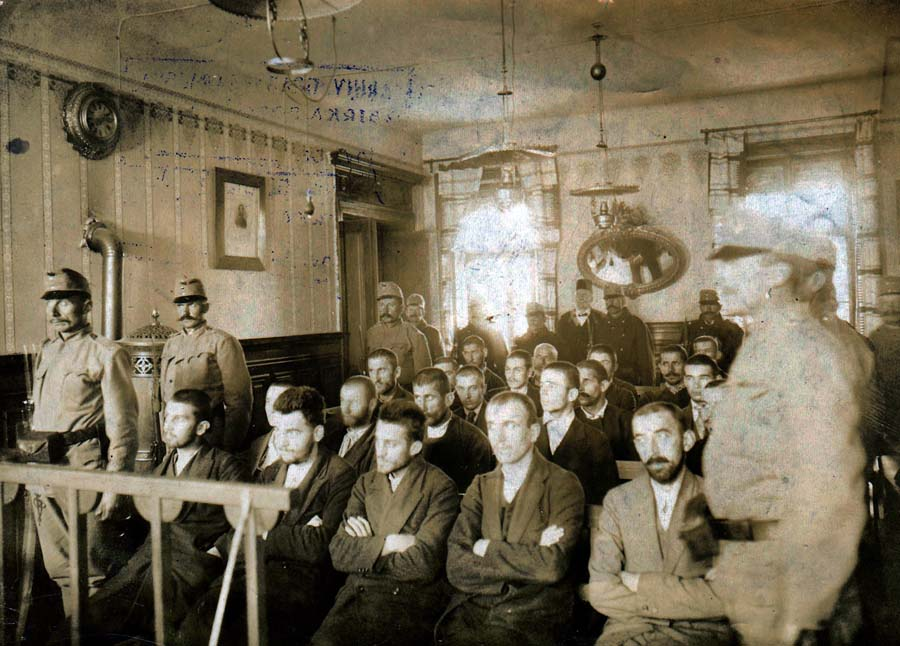
Medlemmar ur Unga Bosnien vid rättegången i Sarajevo 1914. Från vänster: 1 Trifun "Trifko" Grabež (18), 2 Nedeljko Čabrinović (19), 3 Gavrilo Princip (19), 4 Danilo Ilić (24), 5 Veljko Čubrilović (28).

Unga Bosnien, serbokroatiska Млада Бocнa/Mlada Bosna, var en revolutionärt och terroristiskt nätverk aktiv särskilt mellan 1908 och 1914, som arbetade för Bosniens befrielse från österrikiskt styre och förening av de sydslaviska länderna. Det var Unga Bosnien som stod för mordet på ärkehertig Franz Ferdinand och hans hustru, de så kallade Skotten i Sarajevo. Skotten räknas som den indirekta händelse som startade första världskriget.  Medlemmar ur den serbiska organisationen Svarta handen försåg Unga Bosnien med materiel och logistik för attentatet.

## Bakgrund
Unga Bosnien bestod egentligen av en rad mindre grupper av studenter och unga arbetare. Medlemmarna var mellan cirka 13 och 30 år. Grupperna fanns bland annat i Sarajevo, Mostar, Tuzla, Zagreb och Belgrad, och till och med i Österrikes huvudstad Wien. De uppkom omkring sekelskiftet, med anledning av Österrike-Ungerns ockupation av Bosnien och Hercegovina (landet ockuperades 1878). Unga Bosnien nådde större förening och enhetlighet efter annexionen av Bosnien och Hercegovina (år 1908), då en omfattande organisation av de många grupperna ägde rum efter ett beslut att förbereda sig för revolutionär verksamhet, fattat vid en studentsammankomst i Wien 1909, men "Unga Bosnien" som ett samlingsnamn för ett stort antal mindre sällskap användes redan 1907. Grunden för Unga Bosnien som enad organisation lades av tre unga studenter, Vladimir "Vlado" Gaćinović, Dimitrije Mitrinović och Bogdan Žerajić.

## Ideologi
Unga Bosnien var löst sammansatt och saknade egentligt styre (Vladimir Gaćinović betraktas dock ofta som gruppens ledare). Nätverkets medlemmar leddes istället av sin gemensamma ideologi, att de slaviska länderna på Balkan borde ingå i en gemensam jugoslavisk stat.

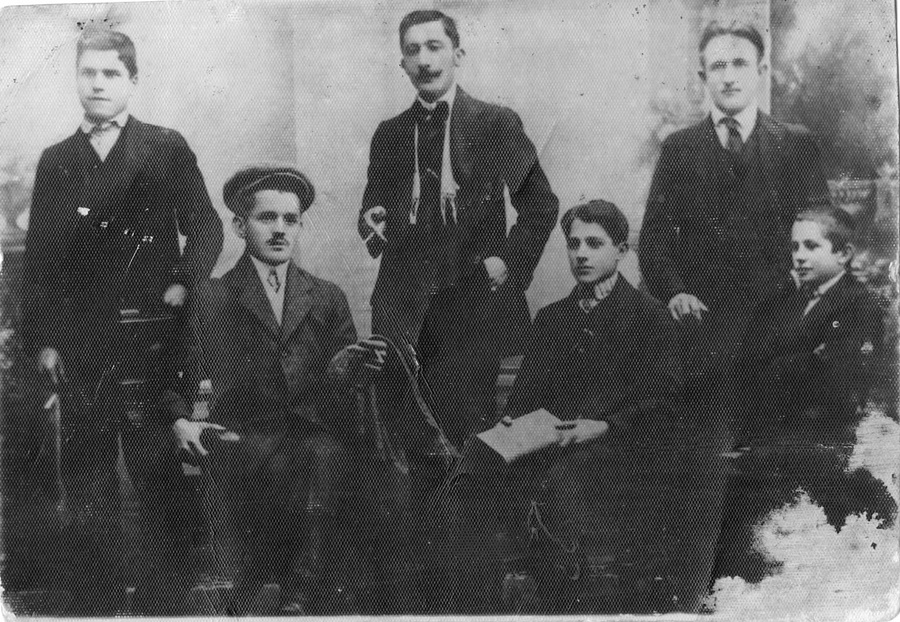
Medlemmar i Unga Bosnien, ca 1910.

 Landet, som de tänkte sig det, hade i dåläget endast två självständiga delar, nämligen kungarikena Serbien och  Montenegro. Skapandet av Jugoslavien var tänkt att inledas med att Bosnien och Hercegovina inkluderades i Serbien. Denna idé hade gamla anor och baserades på uppfattningen att Bosnien var ett gammalt serbiskt land.  
En skillnad i tolkningen av ideologien kunde skönjas mellan de yngre och de äldre medlemmarna i Unga Bosnien. Medan många av de äldre hade en mer utpräglat  serbisk, bosnisk eller kroatisk synvinkel, identifierade sig de yngre som serbokroater eller jugoslaver. 
Unga Bosniens ideologi var influerad av en mängd politiska ståndpunkter, starkast av anarkism, socialism och syndikalism. Medlemmarna var också påverkade av den tjeckiske politikern Tomáš Masaryks idé om "smått arbete", som innebar att upplysa massorna för att störta den gamla regimen.

## Attentat

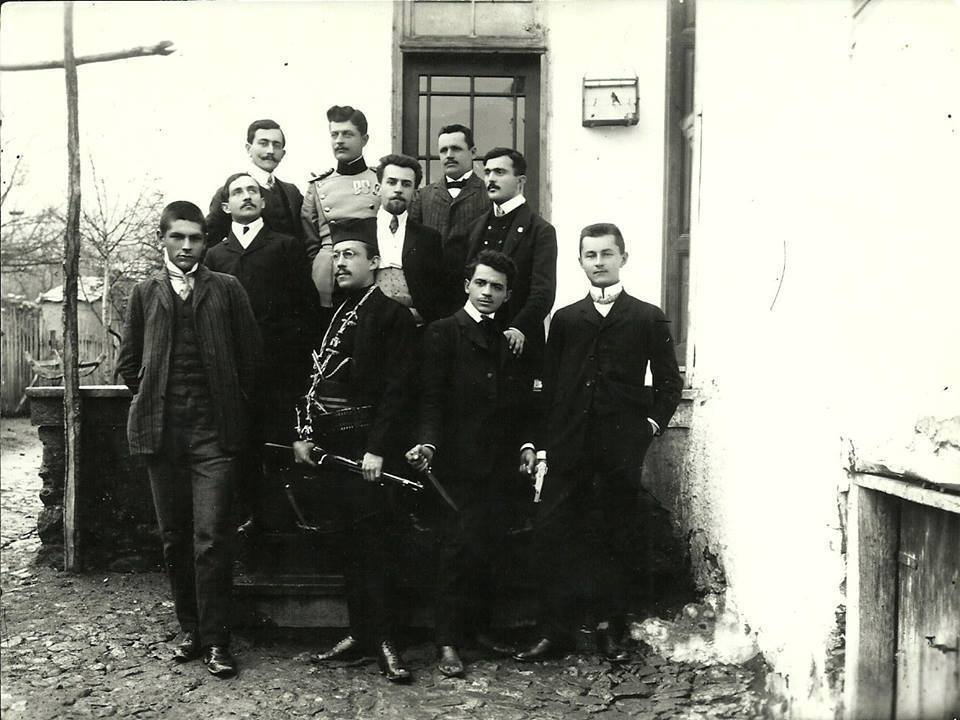
Medlemmar ur Unga Bosnien på gerillaträning i Vranje, 1908.

Från att ha varit ett fridfullt nätverk slog Unga Bosnien om efter annexionen av Bosnien och Hercegovina 1908, och blev militant. En studentkonferens hållen i Wien 1909 fastslog att Masaryks metod “smått arbete” inte var tillräckligt effektiv och att det beslöts att man  istället skulle förbereda sig för direkt kamp mot Österrike-Ungern, samt att organisationen skulle söka kontakt med “alla revolutionärer, anarkister och nihilistiska organisationer i hela världen”. Flera medlemmar förövade attentat mot högt uppsatta ledare, bland andra Bogdan Žerajić, som 1910 efter ett misslyckat anfall mot friherre Varešanin begick självmord. Detta fick stor uppmärksamhet inom organisationen. Žerajić blev en martyr som dyrkades av andra medlemmar.
Många unga män ur organisationen genomgick militärträning hos den serbiska gerillagruppen "Narodna Odbrana". I Balkankrigen deltog ett stort antal medlemmar ur Unga Bosnien såsom frivilliga i den serbiska armén. Den vägen lärde de sig att hantera skjutvapen.

Terrorism och politiska attentat blev en viktig del av Unga Bosniens ideologi, de trodde att detta kunde leda till en allmän social revolution och Österrike-Ungerns undergång, vilket var deras mål. Det mest kända attentatet som begicks av medlemmar i nätverket är Skotten i Sarajevo. 

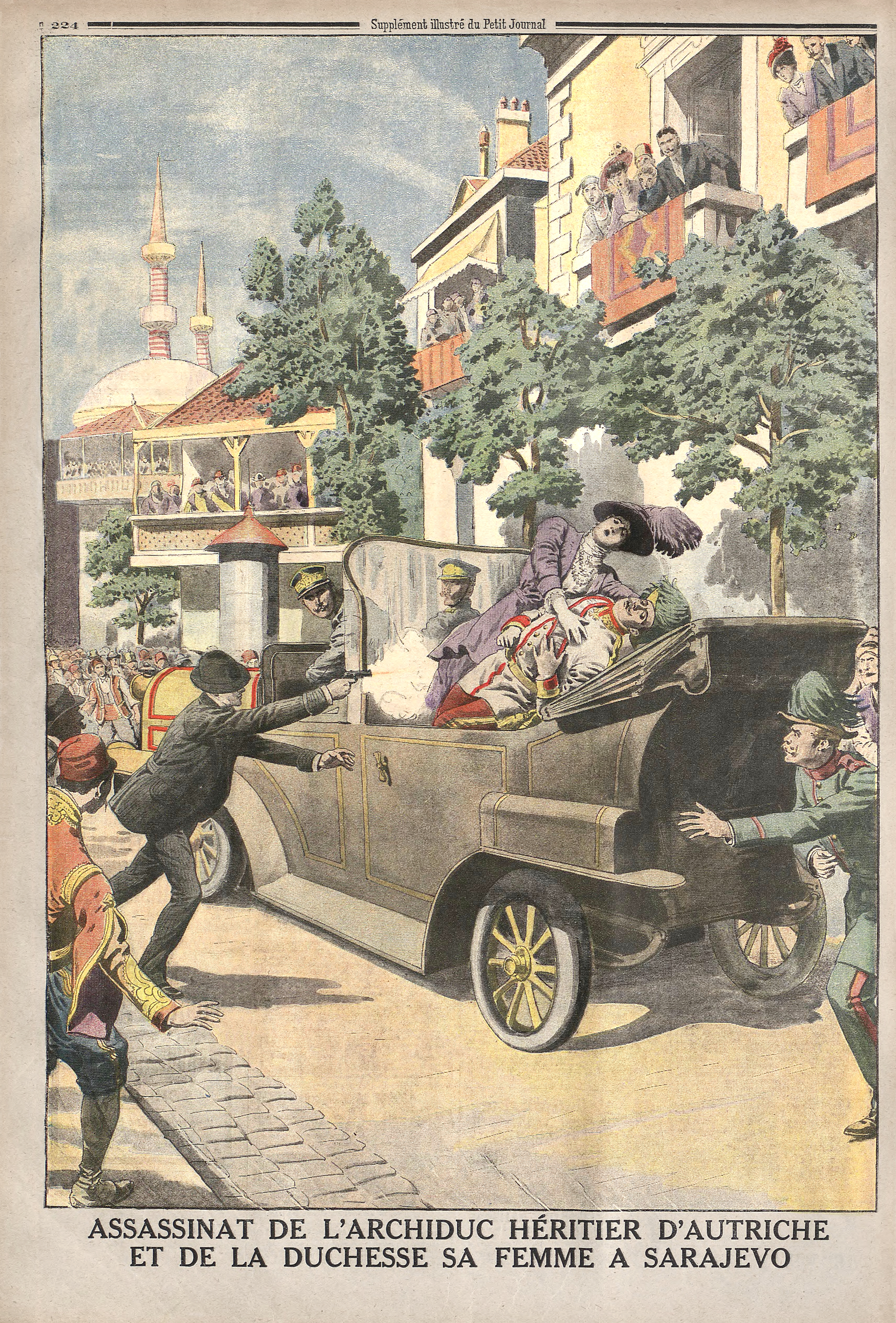
En tecknares tolkning av skotten i Sarajevo 1914, avfyrade av Gavrilo Princip.

### Skotten i Sarajevo
Den 28 juni 1914 anlände ärkehertig Franz Ferdinand med sin hustru Sophie von Chotek till Sarajevo med tåg. De satte sig i en bil som stod uppställd utanför järnvägsstationen och färden genom staden började. Det fanns ingen egentlig bevakning, bara en påminnelse till stadens poliser att hålla ögonen öppna och att de som fanns längs färdvägen skulle se till att inget hände. Ärkehertigen och hans fru färdades i en öppen bil i låg fart genom staden. Princip och hans kamrater kände till de bristfälliga säkerhetsåtgärderna och placerade ut sig på olika platser längs färdvägen.
Den förste av konspiratörerna som bilen passerade var Muhamed Mehmedbašić, men han blev osäker på vilken bil i kortegen som var ärkehertigens. Samtidigt kände han sig observerad av polisen, och gjorde inget försök; det fanns ju fem till längs vägen.
När bilen körde över en bro rusade Nedeljko Čabrinović fram och kastade en bomb. Bomben studsade mot bilen och rullade ner på gatan, där den exploderade under nästa bil och skadade några åskådare samt en militär. Čabrinović svalde en giftkapsel och slängde sig i floden, men några åskådare hoppade efter och drog upp honom ur det grunda vattnet. Han dog inte, då giftet antingen var för gammalt eller för svagt; han kräktes bara på vägen till fängelset.
Ärkehertigparets bilfärd fortsatte till rådhuset, där borgmästaren tog emot och välkomnade gästerna. Ferdinand avbröt honom med: ”Vad tjänar era tal till? Jag kommer till Sarajevo i fred och någon kastar en bomb på mig! Detta är skandalöst!” Man beslöt sig för att åka till sjukhuset och hälsa på dem som skadats av bomben, och man skulle köra snabbt längs floden för att inte ge några fler lönnmördare en chans.
Men ingen hade informerat chauffören Leopold Lojka om att färdvägen skulle ändras, så denne svängde av misstag in på Franz Joseph-gatan, där Princip av en ren slump befann sig. Bilen bromsade in för att vända tillbaka, och Princip drog fram sin pistol och två skott brann av. Det första gick in i Sophies buk, det andra i Franz hals. Sophie svimmade och Franz skrek: ”Sophie! Sophie! Dö inte! Lev för barnens skull!” Greve Franz von Harrach frågade om han hade ont men han svarade bara: ”Det är ingenting.” Bägge dog innan de kom till sjukhuset.
Princip svalde liksom Čabrinović en giftkapsel, men även nu var giftet för svagt. Innan han hann skjuta sig hade någon kastat sig över honom och tvingat honom att släppa pistolen. Han fördes till häkte och dömdes på grund av sin ringa ålder till tjugo års tukthus. Det var inte tillåtet att avrätta personer under tjugo år i Österrike-Ungern på den här tiden, och det återstod knappt en månad till Princips tjugoårsdag. Han avled 1918 i fängelset i Theresienstadt.

## Museum och kapell

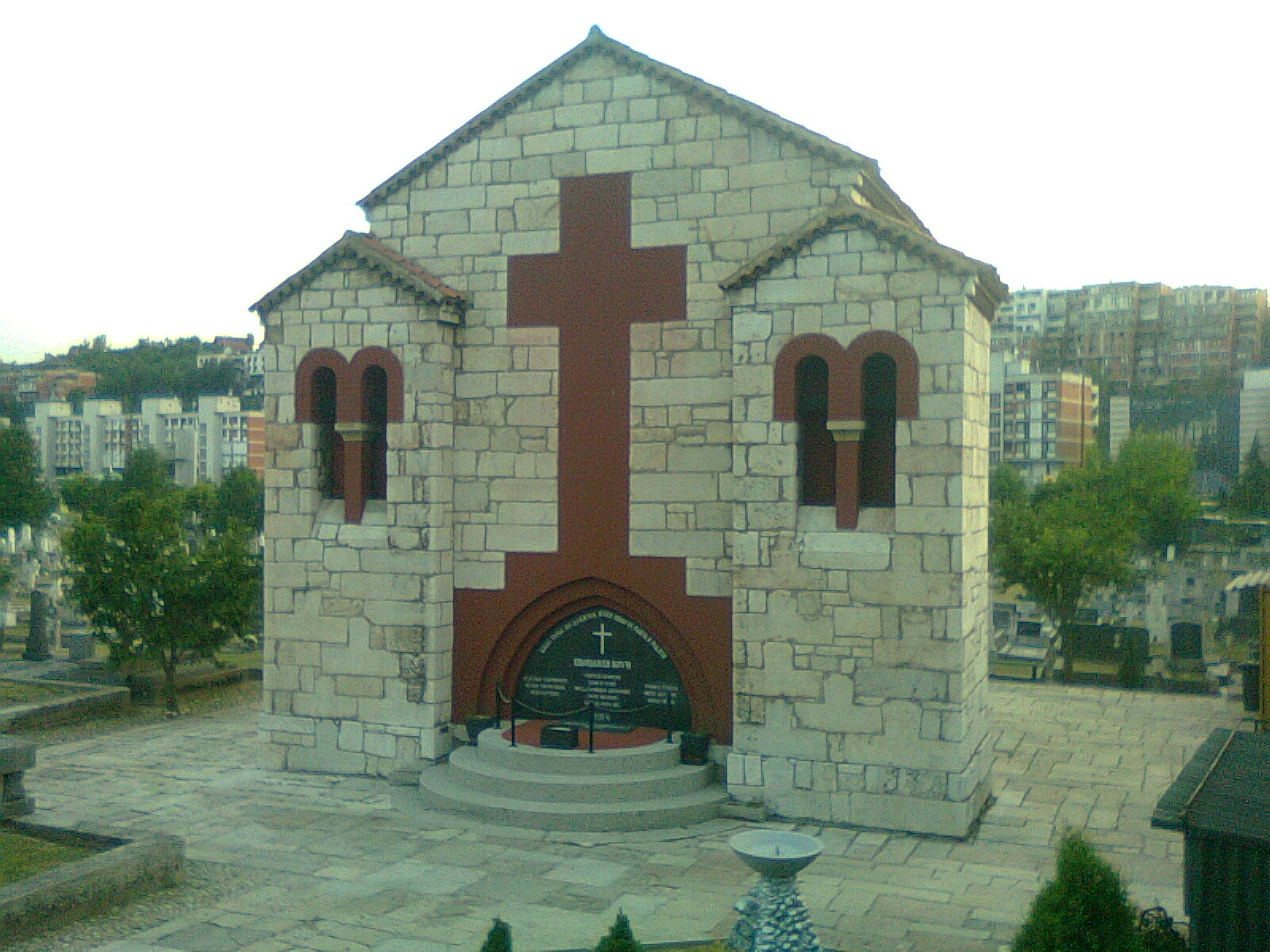
"De Vidovdanska hjältarnas kapell" i Sarajevo.

Under den socialistiska republiktiden öppnades i Sarajevo ett museum över Unga Bosnien, Muzej Mlade Bosne/Музеј Младе Босне, med utställningar rörande attentatet i Sarajevo 1914 och den österrikiska ockupationstiden 1878–1918. Museet har blivit en stor turistattraktion. Sedan 1939 ligger majoriteten av deltagarna i Sarajevo-attentatet samt Bogdan Žerajić begravda i De Vidovdanska Hjältarnas Kapell på en serbisk-ortodox kyrkogård i samma stad. Dagen för attentatet var Vidovdan, Den helige Vitus dag, den 28 juni, vilket är en mycket viktig serbisk högtidsdag. Av den anledningen kom konspiratörerna och attentatsmännen senare att kallas för "de vidovdanska hjältarna". 2015 restes en staty av Gavrilo Princip bredvid kapellet.

## Kända medlemmar
Attentatsmän:
- Gavrilo  Princip (1894–1918), gymnasist, sköt Franz Ferdinand 1914
- Nedeljko  Čabrinović (1895–1916), typograf, kastade samma dag en bomb mot Franz Ferdinands bil
- Trifun "Trifko" Grabež (1896–1916), gymnasist, deltagare i attentatet mot Franz Ferdinand
- Danilo Ilić (1889– avrättad 1915), lärare, teknisk organisatör för attentatet
- Bogdan Žerajić (1886–1910), småskollärare och universitetsstudent, utförde ett misslyckat attentat i Sarajevo 1910

Andra kända medlemmar:
- Vladimir "Vlado" Gaćinović (1890–1917), Unga Bosniens ideolog
- Ivan "Ivo" Andrić (1892–1975), nobelpristagare i litteratur 1961